# Mary Jane Kelly

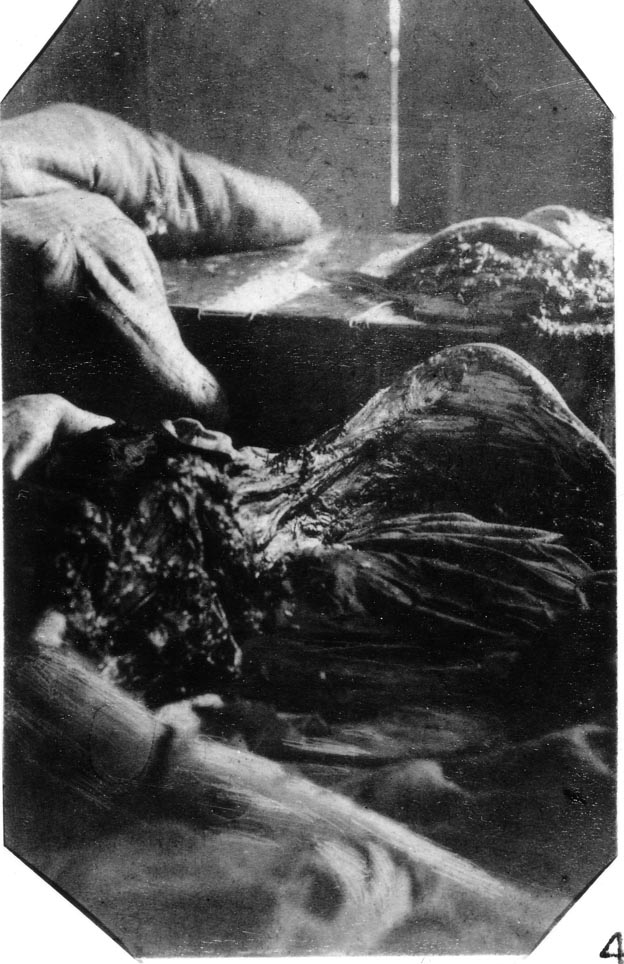
Cena do crime que vitimou Mary Jane.

Mary Jane Kelly (County Limerick, c. 1863 – Londres, 9 de novembro de 1888) foi uma mulher irlandesa que acredita-se que tenha sido a vítima final do notório assassino em série não identificado conhecido como Jack, o Estripador. Ela tinha aproximadamente 25 anos na época de sua morte e vivia em relativa pobreza.
Seu corpo mutilado foi descoberto na cama do quarto onde vivia em 13 Miller's Court na Dorset Street, Spitalfields. Kelly foi a mais mutilada, tendo o corpo coberto por dois litros de sangue, um de seus seios foi encontrado ao lado de seu pé, a carne das coxas parecia ter sido raspada faltando partes. Seus ossos e alguns órgãos foram arrancados e espalhados pelo quarto onde vivia.